# Haplochromis parvidens
Haplochromis parvidens är en fiskart som först beskrevs av Boulenger, 1911.  Haplochromis parvidens ingår i släktet Haplochromis och familjen Cichlidae. IUCN kategoriserar arten globalt som akut hotad. Inga underarter finns listade i Catalogue of Life.